# Manfred Jansen (Fußballspieler, 1956)
Manfred „Fred“ Jansen (* 6. November 1956 in Geilenkirchen) ist ein ehemaliger deutscher Fußballspieler. In der 2. Fußball-Bundesliga absolvierte er für Alemannia Aachen von 1975 bis 1984 187 Ligaspiele, in denen er zehn Tore erzielte.

## Vereine
- 1960 – 1970 SV 09 Scherpenseel (Jugend)
- 1970 – 1975 VfR Übach-Palenberg
- 1975 – 1984 Alemannia Aachen
- 1984 – 1986 VfR Übach-Palenberg
- 1986 – 1987 SV Brachelen (Spielertrainer, Kreisliga)
- 1987 – 1988 SVG Langbroich-Schierwaldenrath (Spielertrainer, Landesliga)
- 1988 – 1989 TuS 09 Frelenberg (Spielertrainer, Bezirksliga)
- 1989 – 1990 SVS Merkstein (Spielertrainer, Bezirksliga)
- 1990 – 1991 Eintracht Warden (Spielertrainer, Bezirksliga)

Zudem war er einige Jahre im Förderkreis der Alemannia (Jugend) tätig.

## Laufbahn
Jansen spielte zunächst im Jugend- und Herrenbereich für SV 09 Scherpenseel und VfR Übach-Palenberg, bevor er 1975 in die Profimannschaft von Alemannia Aachen wechselte. Unter Trainer Horst Witzler debütierte er am 27. September 1975 in der 2. Bundesliga. Bei der 1:3-Auswärtsniederlage gegen Wattenscheid 09 wurde Jansen in der 60. Minute für Antoine Fagot eingewechselt. Mit dem 5. Platz unter Trainer Erhard Ahmann erreichte er in der Saison 1980/81 mit der Alemannia seine beste Platzierung. Für Aachen kam der Mittelfeldspieler in neun Jahren zu 187 Einsätzen und 10 Toren in der 2. Fußball-Bundesliga. Zudem kam er zu zwölf Einsätzen im DFB-Pokal. Beständige Trainerwechsel bestimmten seine Aktivität in Aachen. Angefangen von Witzler (bis Januar 1976), mit Gerhard Prokop weitergehend über Ahmann, Ernst-Günter Habig, Horst Buhtz, Slobodan Cendic, nochmals Ahmann von April 1983 bis Februar 1984, endend mit Spielertrainer Rolf Grünther von Februar bis Juni 1984, erlebte Jansen auf dem Trainingsplatz mehrere Methodik- und Taktikrichtungen auf dem Tivoli.
Am 38. Spieltag der Saison 1983/84, den 27. Mai 1984, bei der 0:3-Niederlage bei Union Solingen beendete Manfred Jansen seine Laufbahn als Lizenzspieler bei Alemannia Aachen. Er war anschließend erneut als Spieler für Übach-Palenberg und später als Jugendbetreuer bei Alemannia und als Spielertrainer für verschiedene andere Vereine aktiv. Zuletzt war er 1991 beim Bezirksligist Eintracht Warden tätig. Sein Vater Fred spielte von 1949 bis 1960 in der Oberliga West ebenfalls für Alemannia Aachen.